# Łomianki Dolne
Łomianki Dolne [wɔˈmjaŋki ˈdɔlnɛ] est un village polonais de la gmina de Łomianki, situé dans la Powiat de Varsovie-ouest et dans la voïvodie de Mazovie, dans le centre-est de la Pologne.
Il se situe à environ 4 kilomètres au nord de Łomianki, 18 kilomètres au nord d'Ożarów Mazowiecki et 18 kilomètres au nord de Varsovie.
Le village a une population de 180 habitants en 2008.